# Acer longicarpum
Acer longicarpum é uma espécie de árvore do gênero Acer, pertencente à família Aceraceae.